# جورج تورنر (سياسي)
جورج تورنر (بالإنجليزية: George Turner)‏ هو محامي وقاضي وسياسي أمريكي، ولد في 25 فبراير 1850 في إدينا في الولايات المتحدة، وتوفي في 26 يناير 1932 في سبوكين في الولايات المتحدة. حزبياً، نشط في الحزب الديمقراطي والحزب الجمهوري. وقد انتخب عضو مجلس الشيوخ الأمريكي.